# Оговские куфры (сундуки)

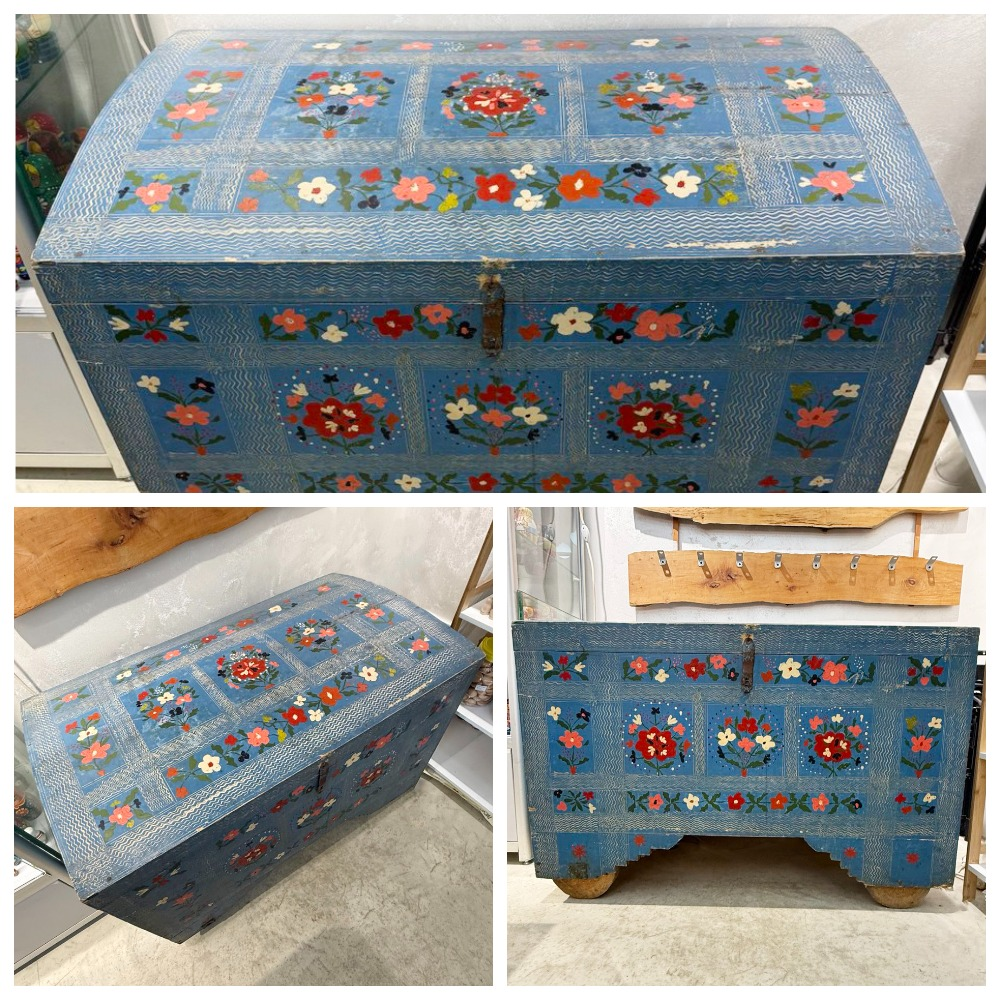
Оговский сундук, магазин-музей Брестская Фабрика Сувениров

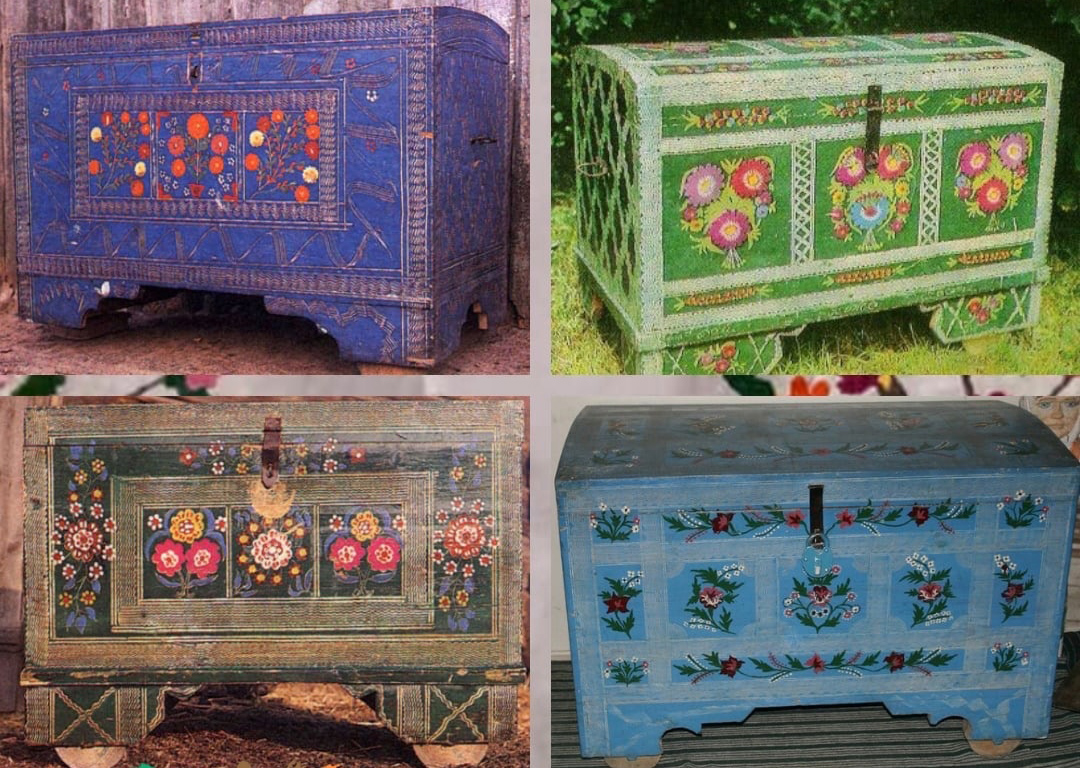
Оговские куфры

Оговский куфар (от фр. coffre - сундук, ящик) (русск. Оговский сундук, белор. Агоўскі куфар) —традиционные расписные деревянные сундуки, изготовляемые народными мастерами деревень Огово, Ополь, Кремно, Завершье, Хомск Брестской области. Свое название сундуки получили по деревне Огово. Главной особенностью оговских куфров является красочный декор - Оговская роспись. Промысел оформления сундуков яркой росписью зародился в середине XX века и достиг расцвета в 1950-е годы став самобытным явлением белорусского народного декоративно-прикладного искусства. В последующие десятилетия традиция пошла на спад, производство оговских куфров полностью прекратилось, однако в 1970-е годы ремесло получило продолжение: существенную роль сыграло открытие филиала Брестской фабрики сувениров в Огово, где производство миниатюрных сундуков и сувениров с местной росписью было поставлено на промышленную основу. Оговский куфар пример народной свадебно–утилитарной мебели, используемой первоначально для накопления приданного будущей невесты, далее после участия в свадебных обрядах служил в качестве мебели для хранения ценных вещей в крестьянской хате.

## История
Древнейшие из сохранившихся сундуков были изготовлены в Древнем Египте. Позже, в Древней Греции, употреблялись сундуки рамочно-филёнчатой конструкции. В Европе сундуки распространились в период раннего Средневековья где были одними из самых распространённых и универсальным предметов мебели. Мог исполнять роль стола, стула, кровати и, конечно, — непосредственно хранилища одежды, предметов домашнего обихода, ценностей. Сундук (в местной традиции - скриня) считался семейной реликвией. В крестьянских семьях у каждой девушки с 15 лет была собственная скрыня, куда складывалось приданое, которое девушка в основном сама и изготавливала. Скрыня служила показателем зажиточности рода, из которого она происходила. Торжественный внос скрыни невесты в дом жениха был отдельным действием свадебного обряда на Западном Полесье.

## Конструкция и художественное оформление
Традиционный оговский сундук представляет собой крупный прямоугольный ящик размером порядка 110×80×60 см с крышкой дугообразной (выпуклой, покатой) формы. Для удобства перемещения снизу крепились небольшие колёсики (металлические или деревянные), а по бокам — две ручки. Деревянные сундуки делались преимущественно из мягких пород дерева (липа, ольха, сосна), которые легко поддавались обработке ручным инструментом. Мастера-столяры сами заготавливали древесину, сушили её и выстругивали необходимые детали. Затем поверхность шлифовали, покрывали грунтовкой. В первой трети XX века сундуки окрашивали преимущественно в один тёмный тон (например, зелёный, коричневый или синий). Однако впоследствии именно богатое декоративное убранство сделало эти сундуки узнаваемыми: в 1920–1930-е годы мастерицы начали покрывать переднюю стенку и крышку сложной разноцветной росписью, превращая утилитарный сундук в яркий художественный объект.

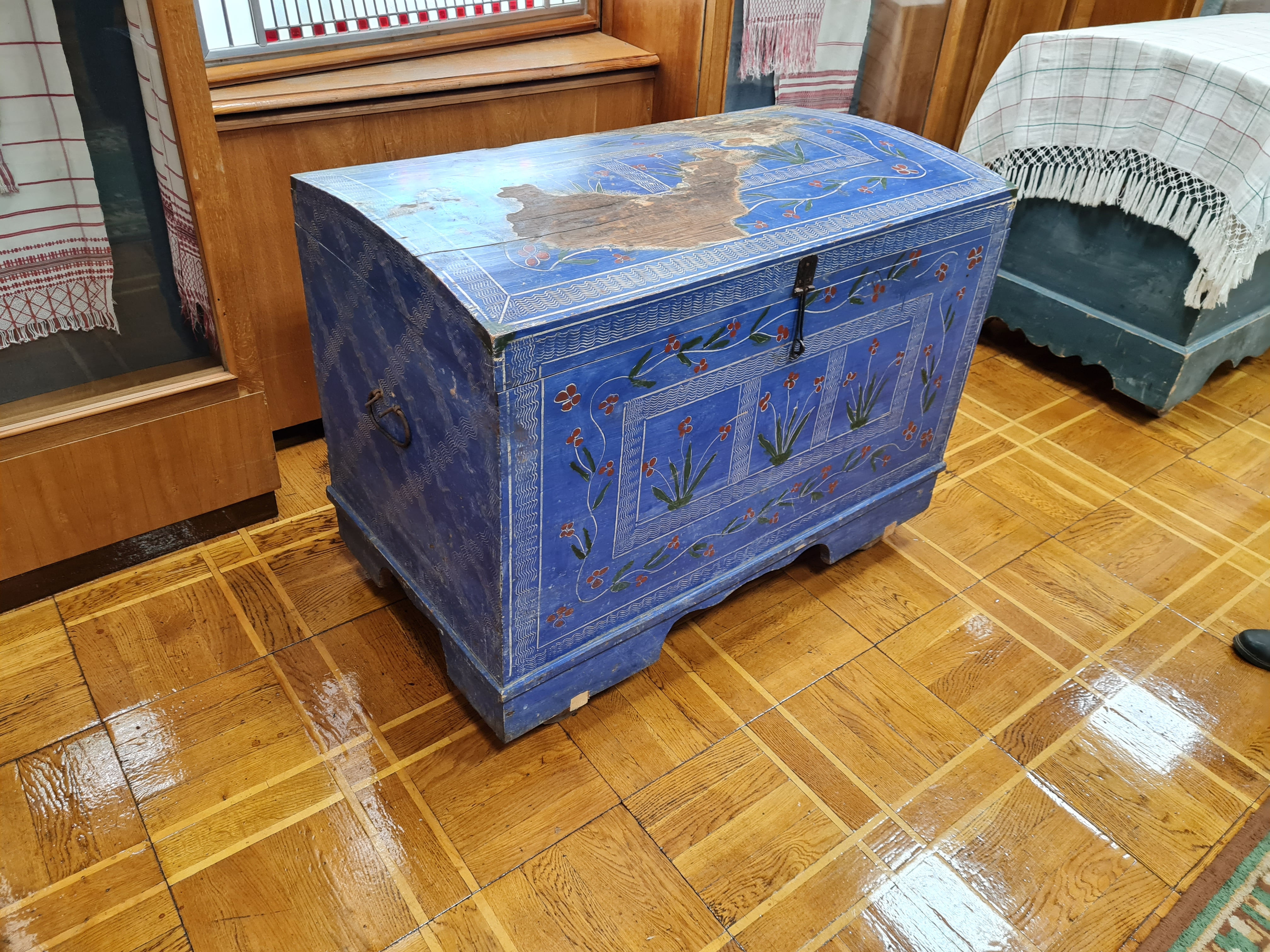
Куфар, общий вид, коллекция краеведческого музея д.Мотоль
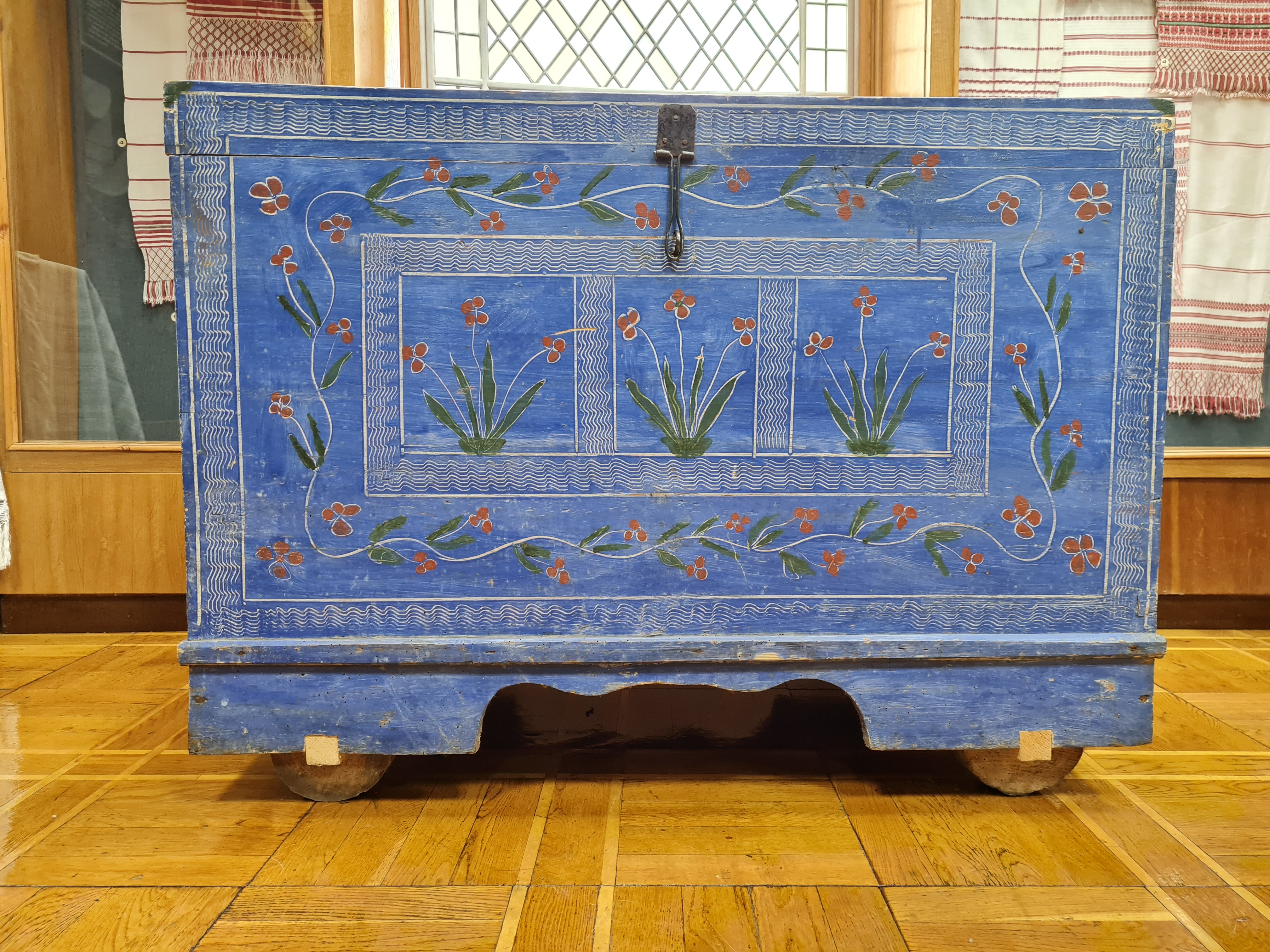
Куфар, вид сверу, коллекция краеведческого музея д.Мотоль
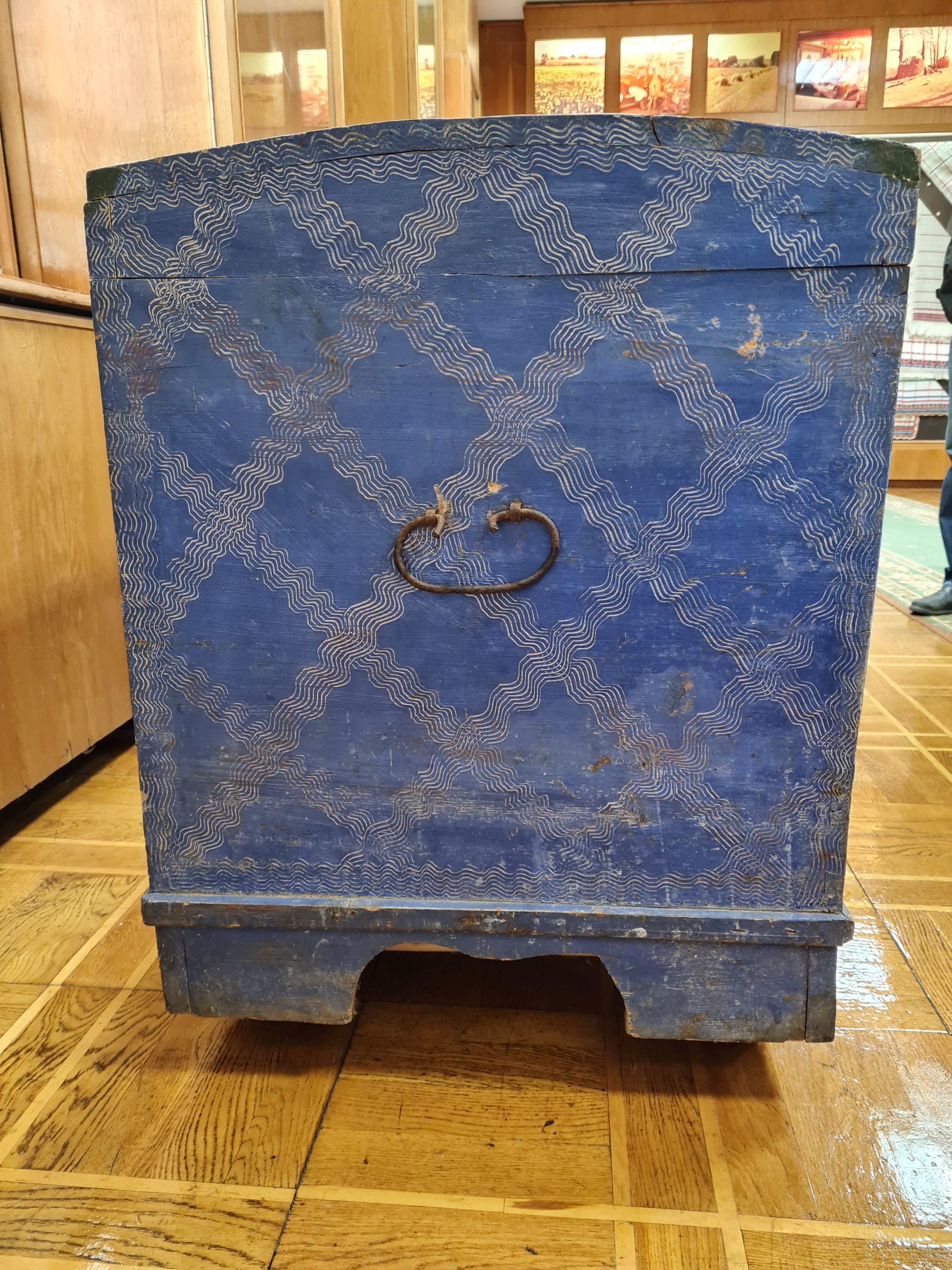
Куфар, вид спереди, коллекция краеведческого музея д.Мотоль
- Куфар, вид сбоку, коллекция краеведческого музея д.Мотоль

Украшение сундуков выполнялось по определённой схеме, сочетающей технику "фляндровки" и свободной кистевой росписи. Сначала всю наружную поверхность грунтовали, красили и разделяли фляндровкой по свежей краске на крупные геометрические поля. Например, крышку и переднюю стенку обычно разбивали белыми полосами на несколько прямоугольных секций: центральное поле и декоративные бордюры сверху и снизу. Затем центральное поле делилось вертикальными линиями на квадратные «окна», внутри которых расписывались цветочные композиции. По углам этих квадратов и вдоль рамок шли гирлянды из мелких цветков, объединяя узор в единую композицию. Боковые стенки зачастую украшались косой сеткой (диагональная фляндровка), образующей ромбовидные ячейки. Основные мотивы росписи – букеты полевых цветов, розетки, веночки, растительные узоры – писались яркими густыми красками (вишнёво-красной, жёлтой, голубой, зелёной) на фоне сочных тонов зелени или синевы. Отсутствие полутонов и чёткое разделение цвета делают орнамент хорошо различимым издалека. Рисунки выполняются в свободной манере кистью; несмотря на простоту элементов, каждый мастер привносил индивидуальные черты, благодаря чему старинные сундуки из Огово отличаются разнообразием узоров. Тем не менее, общая стилистика остаётся узнаваемой: оговская роспись имеет близкие параллели с другими видами полесского декоративно-прикладного искусства (например, с орнаментами ткачества или вышивки из того же региона).

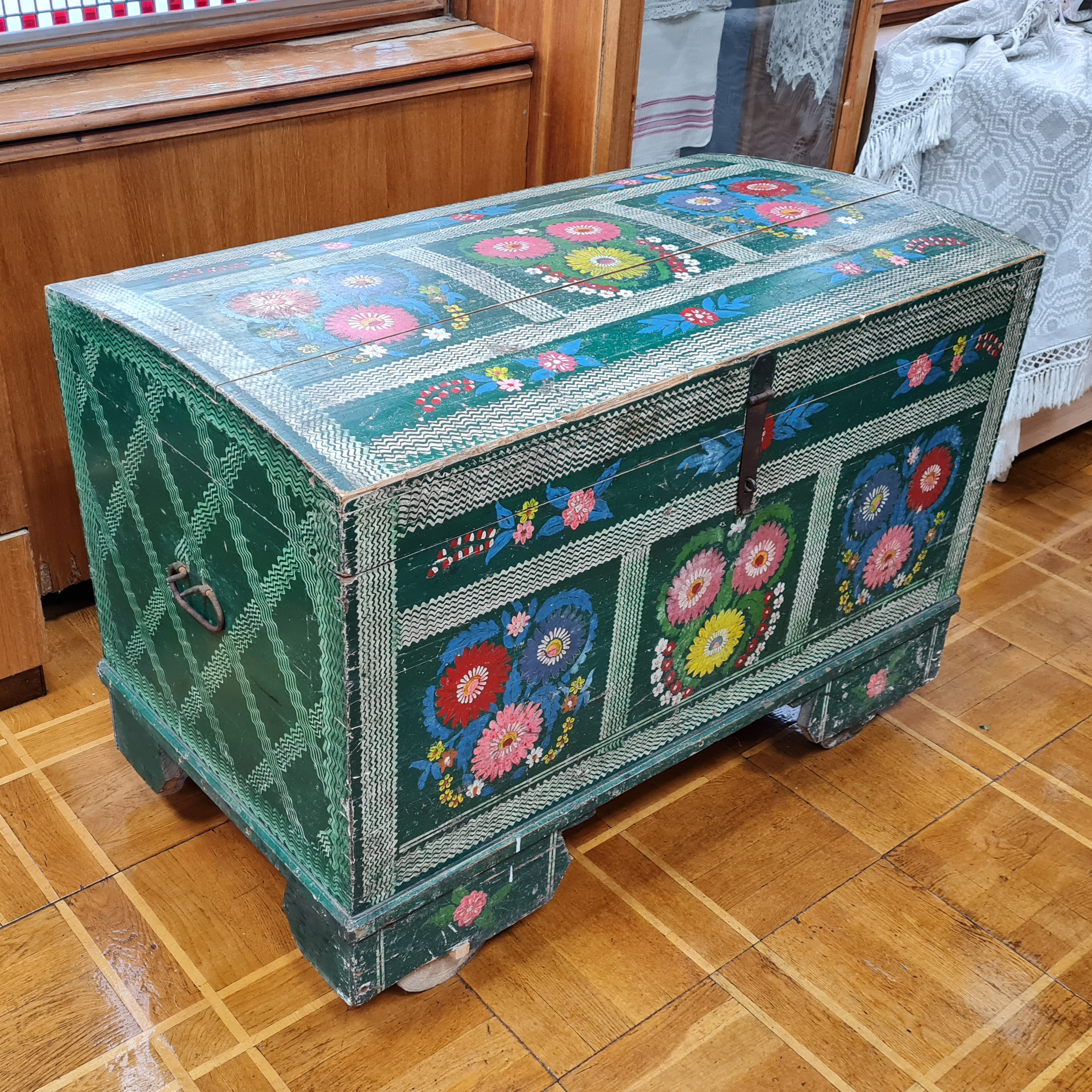
Куфар, общий вид, коллекция краеведческого музея д.Мотоль
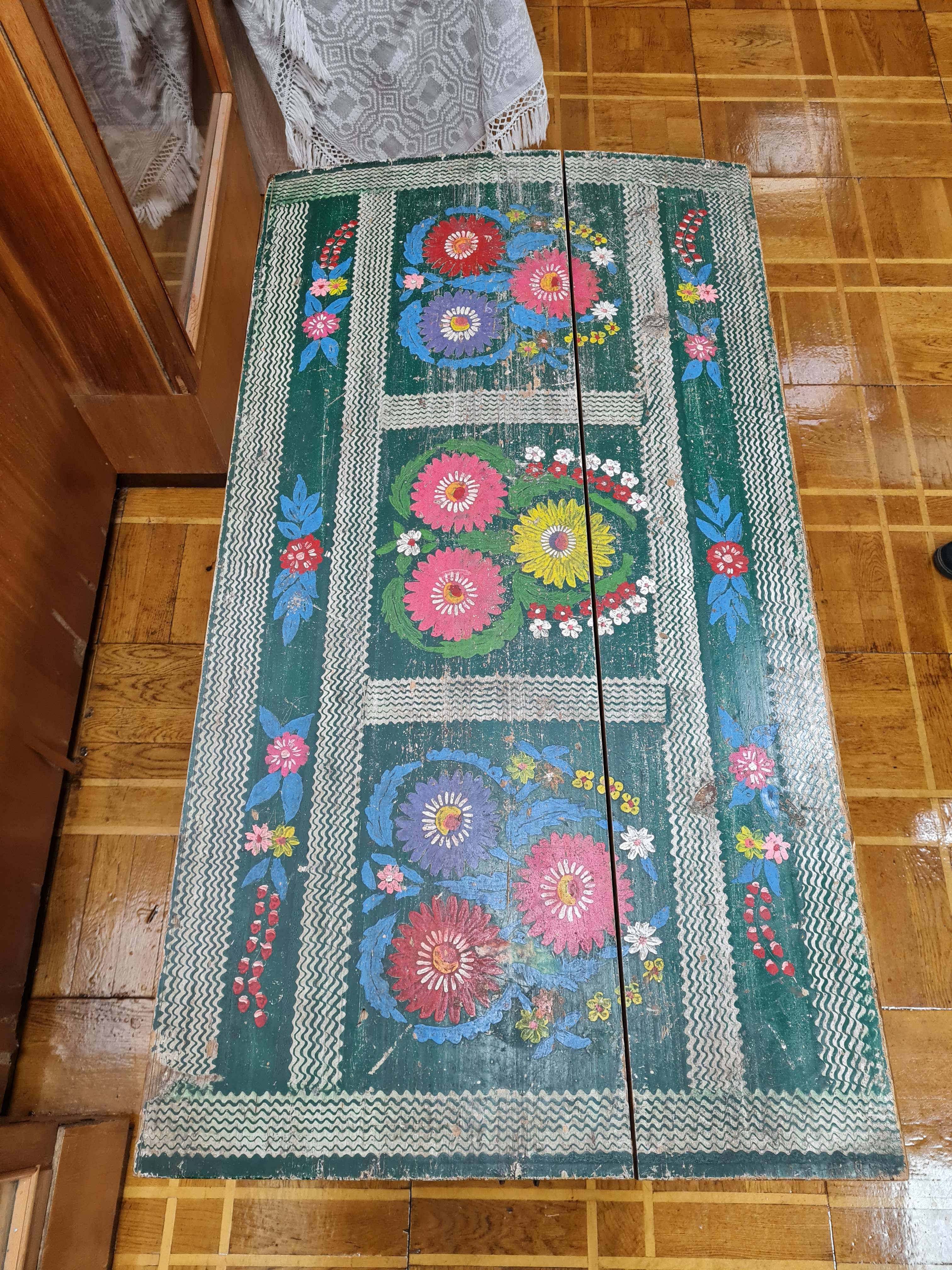
Куфар, вид спереди, коллекция краеведческого музея д.Мотоль
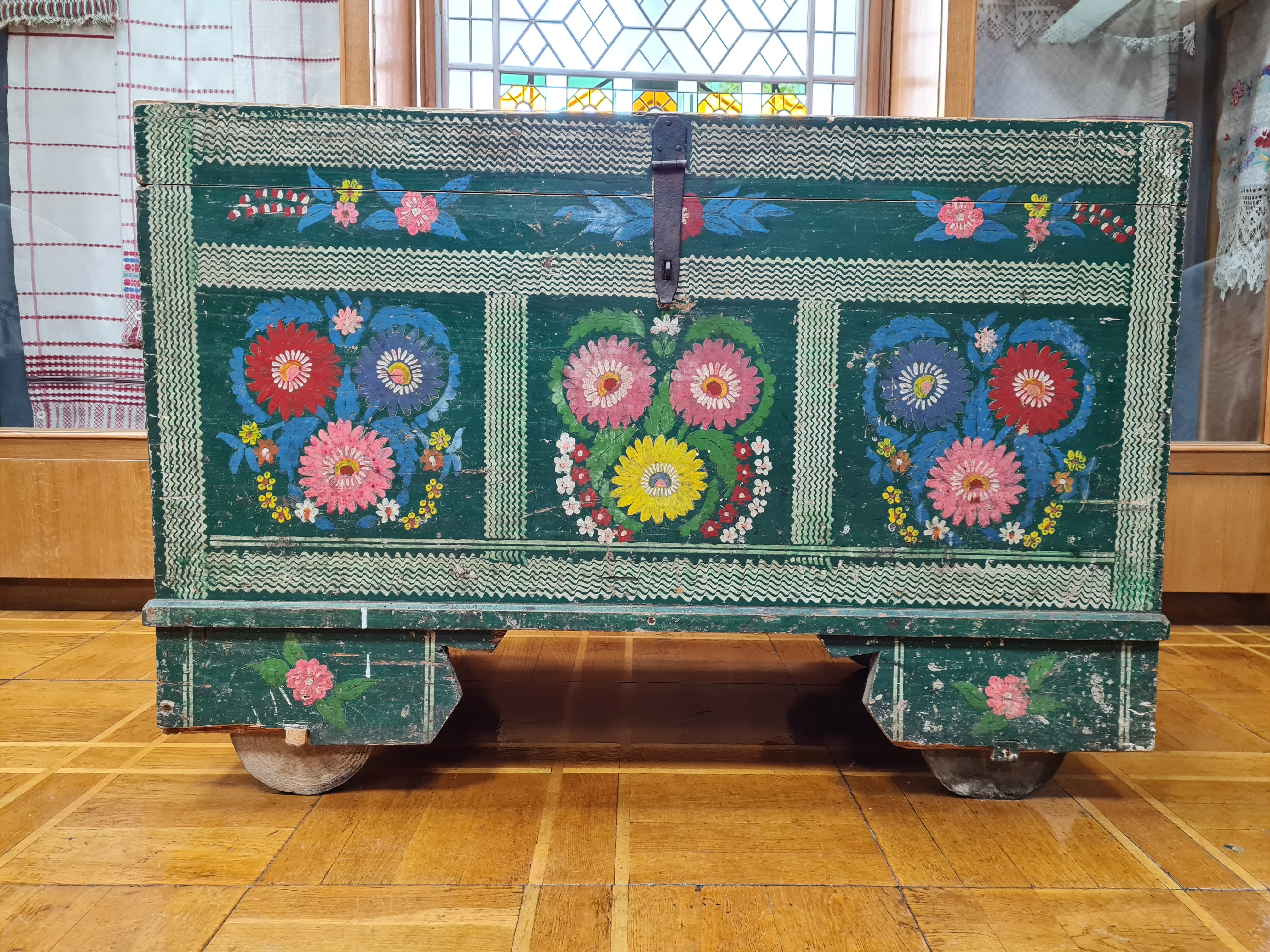
Куфар, вид сбоку, коллекция краеведческого музея д.Мотоль
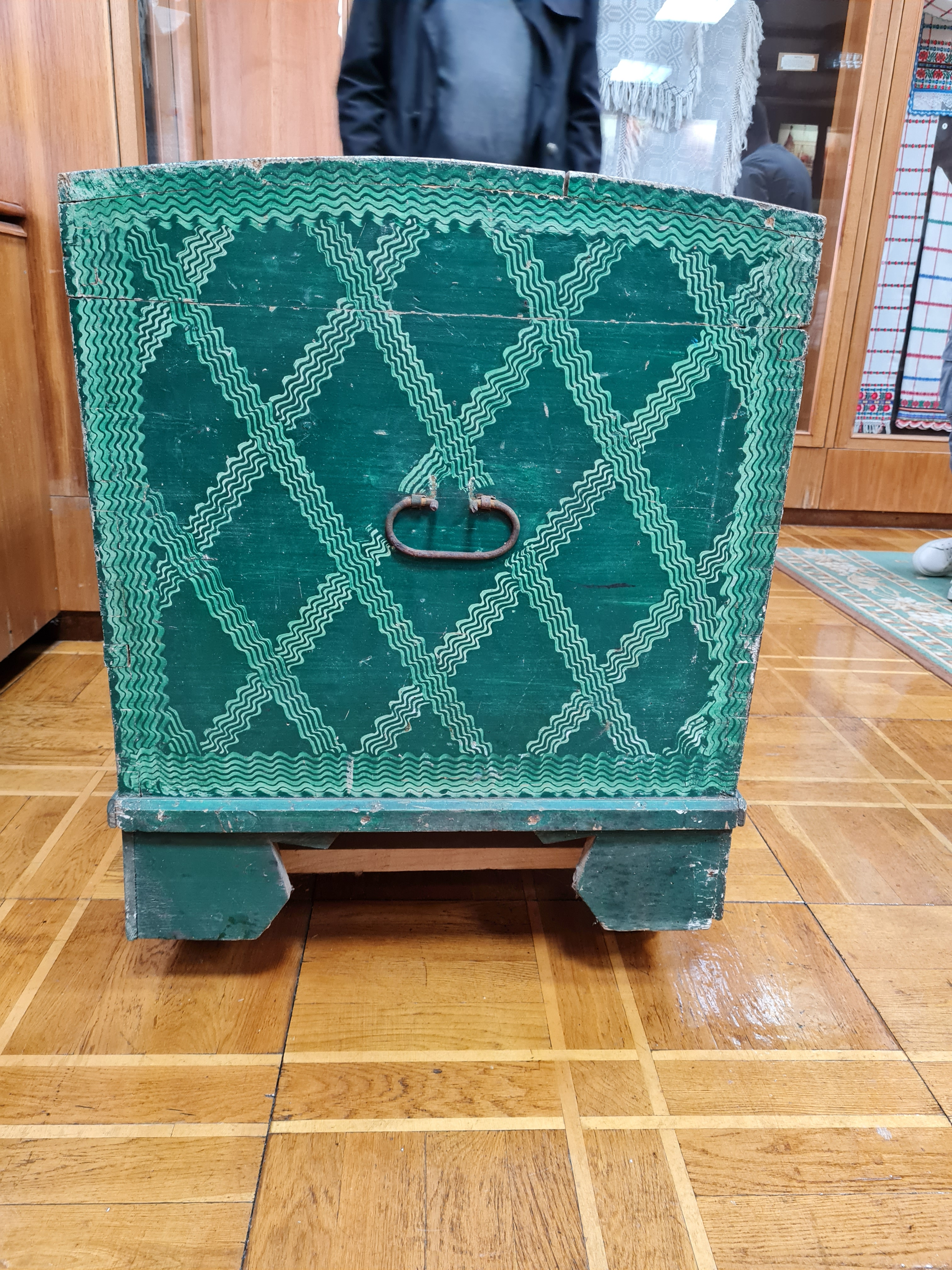
Куфар, вид сбоку, коллекция краеведческого музея д.Мотоль

## История промысла

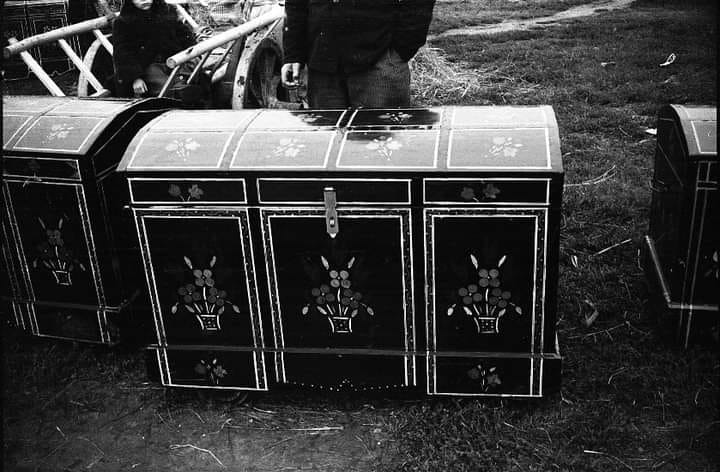
Торговля сундуками на ярмарке в Пинске, 1957 год

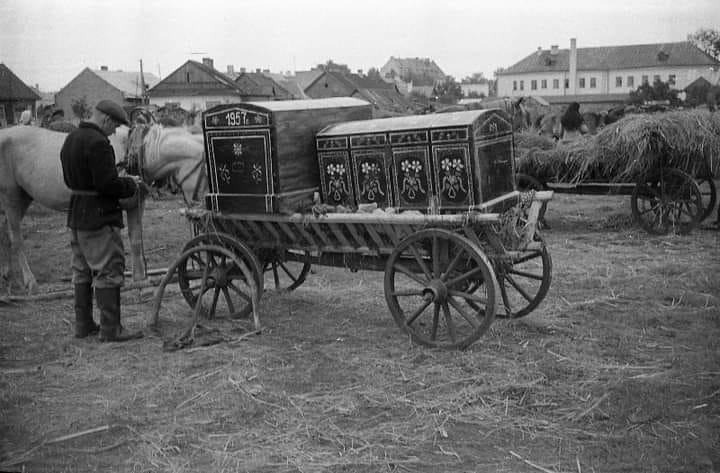
Торговля сундуками на рынке в Пинске, 1957 год

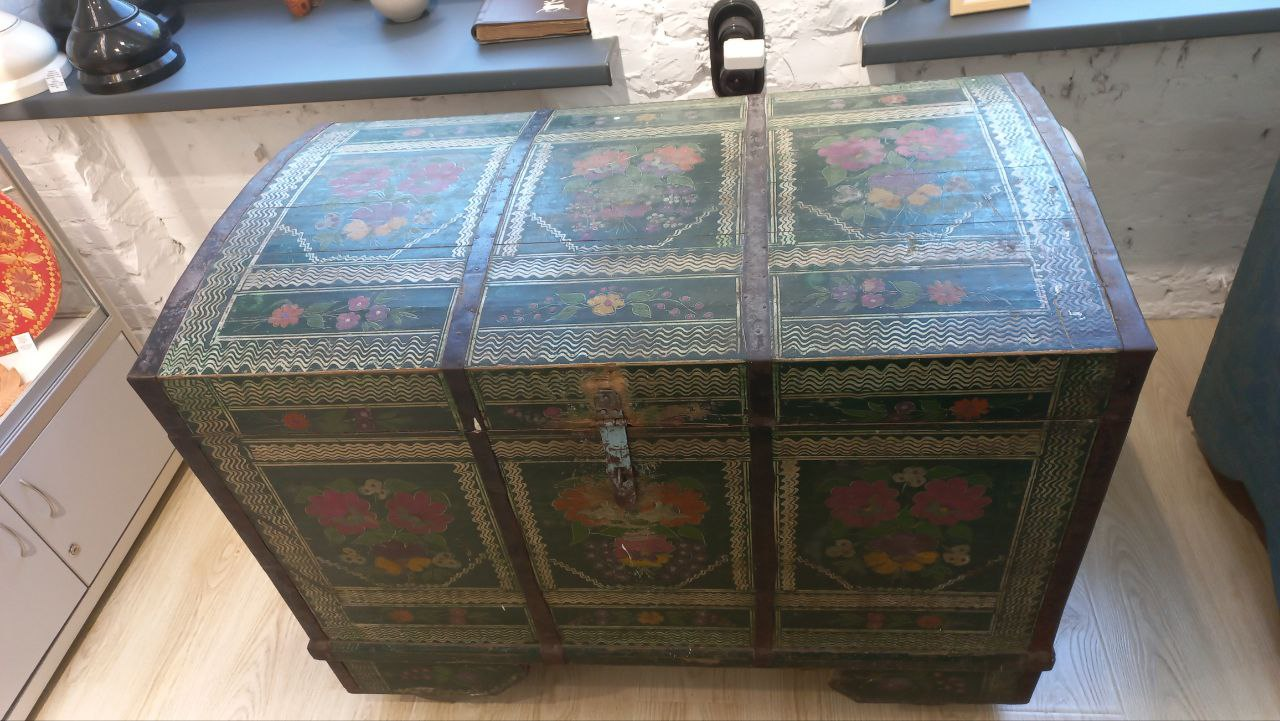
Сундук с оговской росписью, магазин-музей Брестская Фабрика Сувениров

Изготовление сундуков в Полесье было традиционным мужским занятием, тогда как их декоративная отделка выполнялась женщинами-раскрасчицами. Уже в дореволюционное время семейные артели занимались производством приданых сундуков: например, в окрестностях Огово (деревни Рыловичи, Ополь и др.) сформировались центры столярного мастерства, а само Огово прославилось как селение художниц, владевших техникой росписи по дереву. В период между двумя мировыми войнами (1920–1930-е годы) оговские сундуки получили широкое распространение на территории Западного Полесья, их заказывали к свадьбе. После присоединения Западной Беларуси к СССР в 1939 году кустарное производство продолжалось. Пик расцвета промысла пришёлся на 1950-е годы, когда спрос на традиционные расписные сундуки ещё сохранялся. Однако уже к началу 1960-х народное производство сократилось – сказалось изменение быта и появление серийной мебели. Во второй половине 1960-х – 1970-е годы государственные органы и энтузиасты народной белорусской культуры обратили внимание на оговскую роспись как ценное художественное наследие. Брестская фабрика сувениров (основана в 1960-е в г. Брест) включила оговскую в сферу своих интересов, стремясь использовать их на новой основе. В 1978 году на фабрике официально открылся филиал в деревне Огово, куда были приглашены опытные народные мастерицы для организации производства сувенирной продукции с традиционной росписью. Это событие ознаменовало второе рождение оговских сундуков: хотя крупные приданые куфры уже вышли из обихода, фабрика наладила выпуск шкатулок и декоративных сундуков, сохранявших стиль росписи. На предприятии были задействованы художники, занимавшиеся творческими экспериментами — они адаптировали оговские мотивы для различных изделий, разрабатывали новые эскизы на основе локальных орнаментов, сочетая аутентичные элементы с требованиями удобства и серийного производства. В результате к началу 1980-х оговская роспись прочно вошла в каталог брестских сувениров. Производство расписных сувениров в Огово продолжалось более десятилетия, до конца 1980-х – 1990-х годов, после чего локальный участок был закрыт в связи с общим спадом отрасли народных промыслов в постсоветский период.

## Наследие и значение
Оговские сундуки сегодня рассматриваются как ценная часть историко-культурного наследия Беларуси. Подлинные старинные экземпляры экспонируются в краеведческих музеях и на тематических выставках. К примеру, в 2019 году в Доме культуры деревни Ляховичи Ивановского района была организована выставка более 50 сундуков, среди которых самым старым оказался вековой оговский куфар.
Наследником промысла выступает Брестская фабрика сувениров, внёсшая решающий вклад в его сохранение.

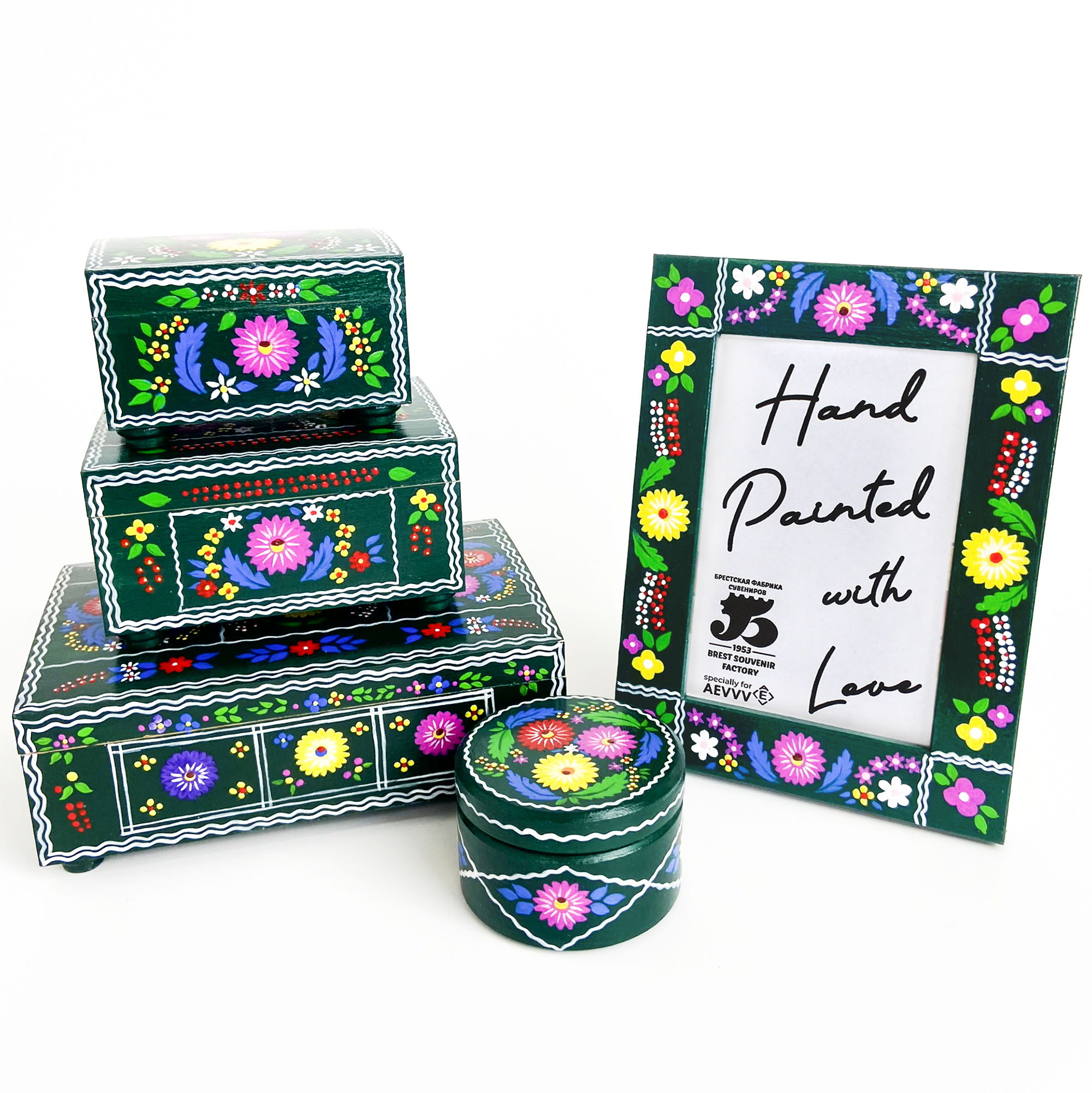
Серия сувенирной продукции "Мотоль" в стиле оговская роспись, Брестская фабрика сувениров, 2024 год
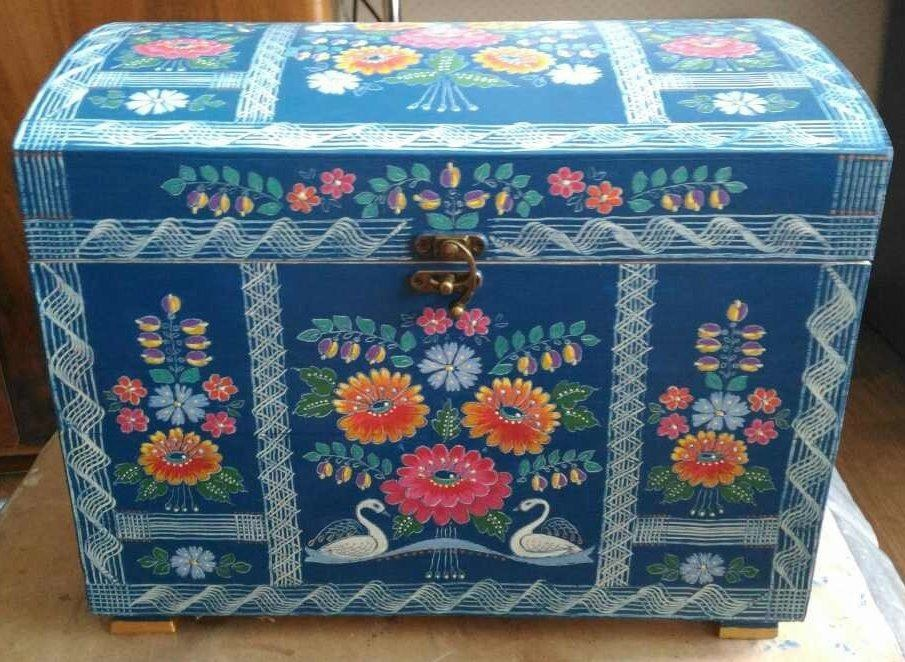
Шкатулка в стиле оговской росписи, Брестская фабрика сувениров, 2000-ые
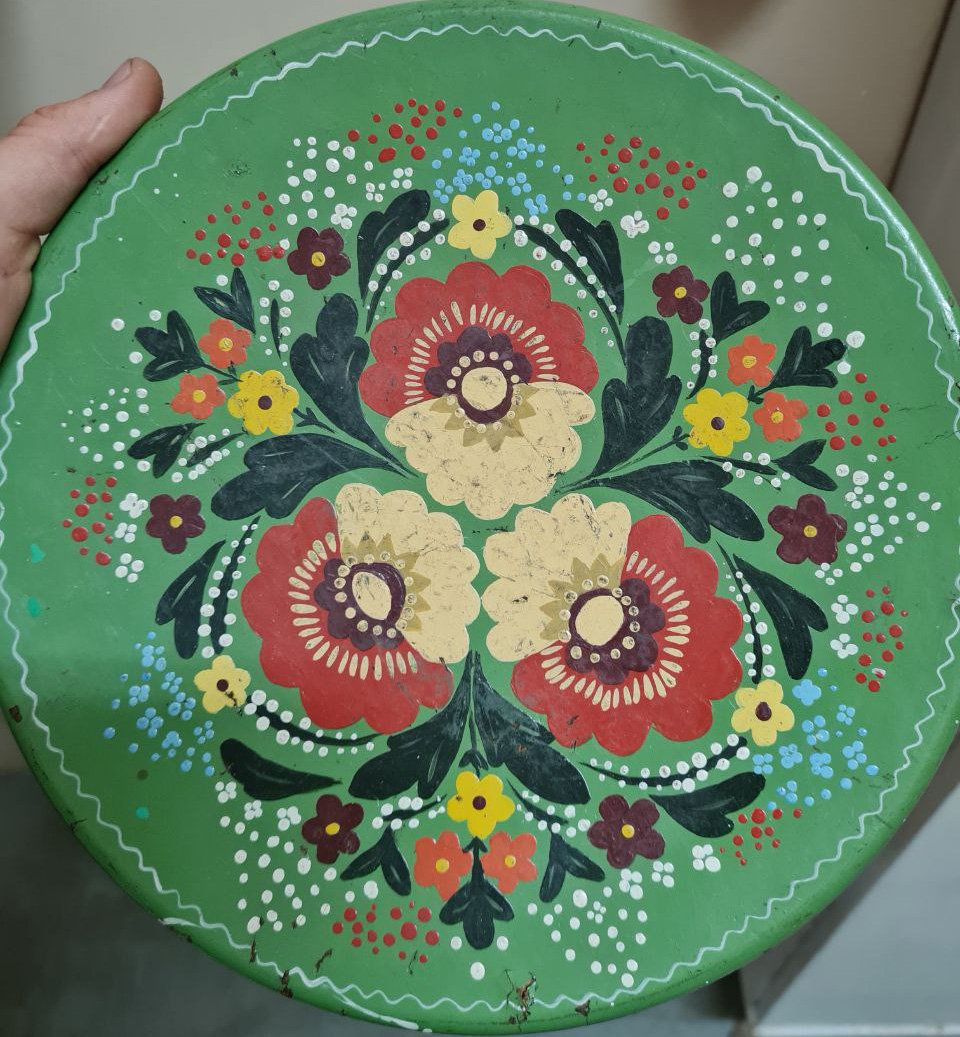
Декоративная тарелка в стиле оговской росписи, Брестская фабрика сувениров, 80-ые
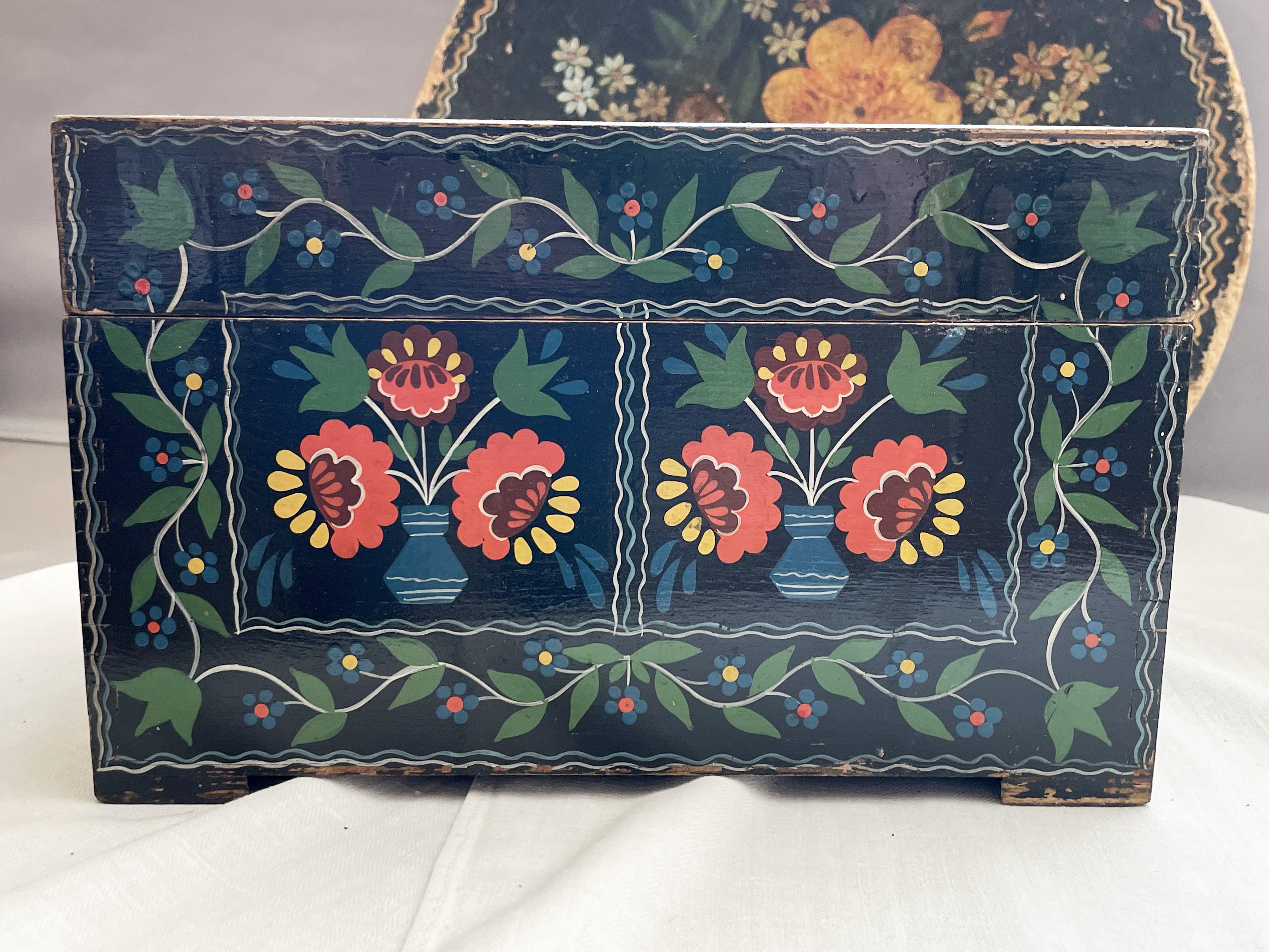
Деревянная шкатулка в стиле оговская роспись, филиал Брестской фабрики сувениров в д.Огово, 80-ые

В образовательных учреждениях региона ведется обучение традиционной росписи: существуют кружки и студии при домах культуры, где детей знакомят с приёмами оговской росписи.
Таким образом, оговские сундуки из предметов быта превратились в культурный феномен, изучаемый искусствоведами и популяризируемый энтузиастами народного творчества..